# Trentepohlia beata
Trentepohlia beata är en tvåvingeart som beskrevs av Alexander 1932. Trentepohlia beata ingår i släktet Trentepohlia och familjen småharkrankar. Inga underarter finns listade i Catalogue of Life.